# Strumigenys marginiventris
Strumigenys marginiventris är en myrart som beskrevs av Santschi 1931. Strumigenys marginiventris ingår i släktet Strumigenys och familjen myror. Inga underarter finns listade i Catalogue of Life.

## Bildgalleri

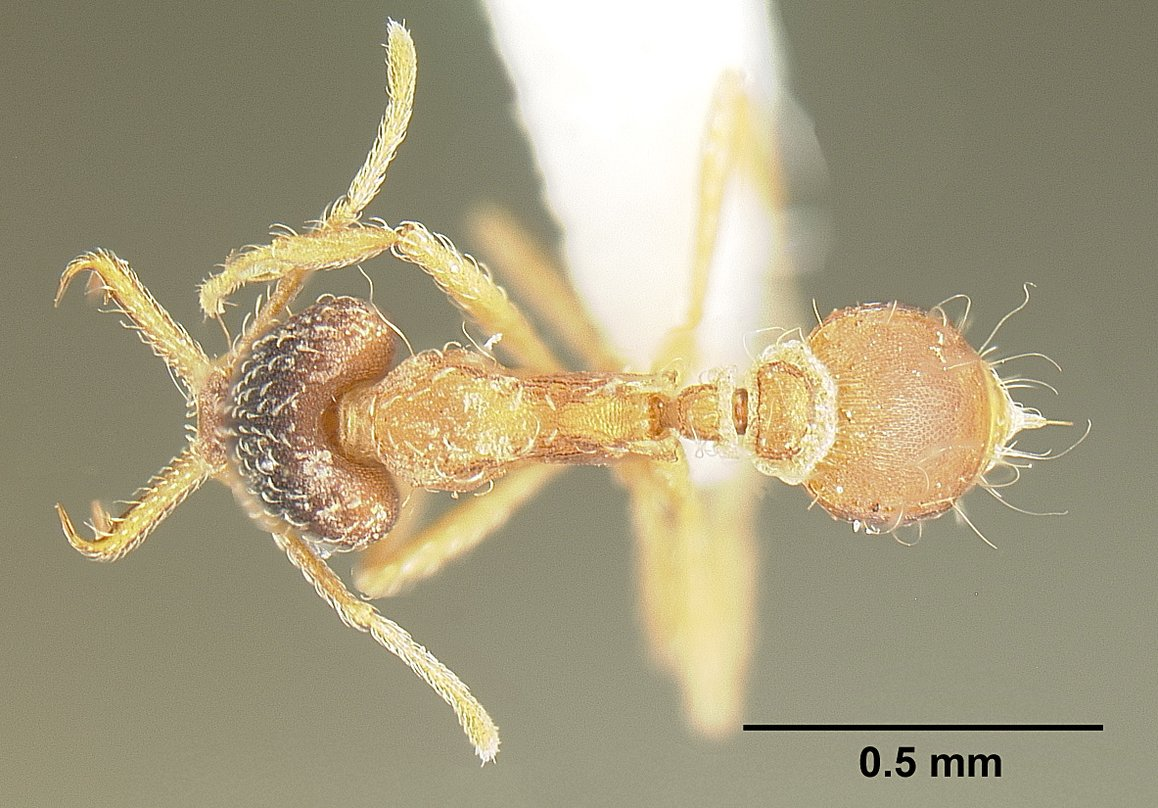
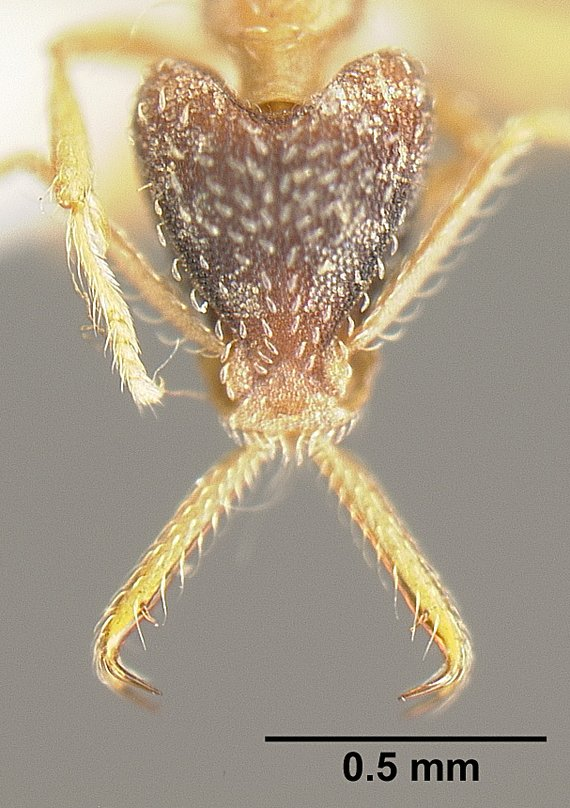
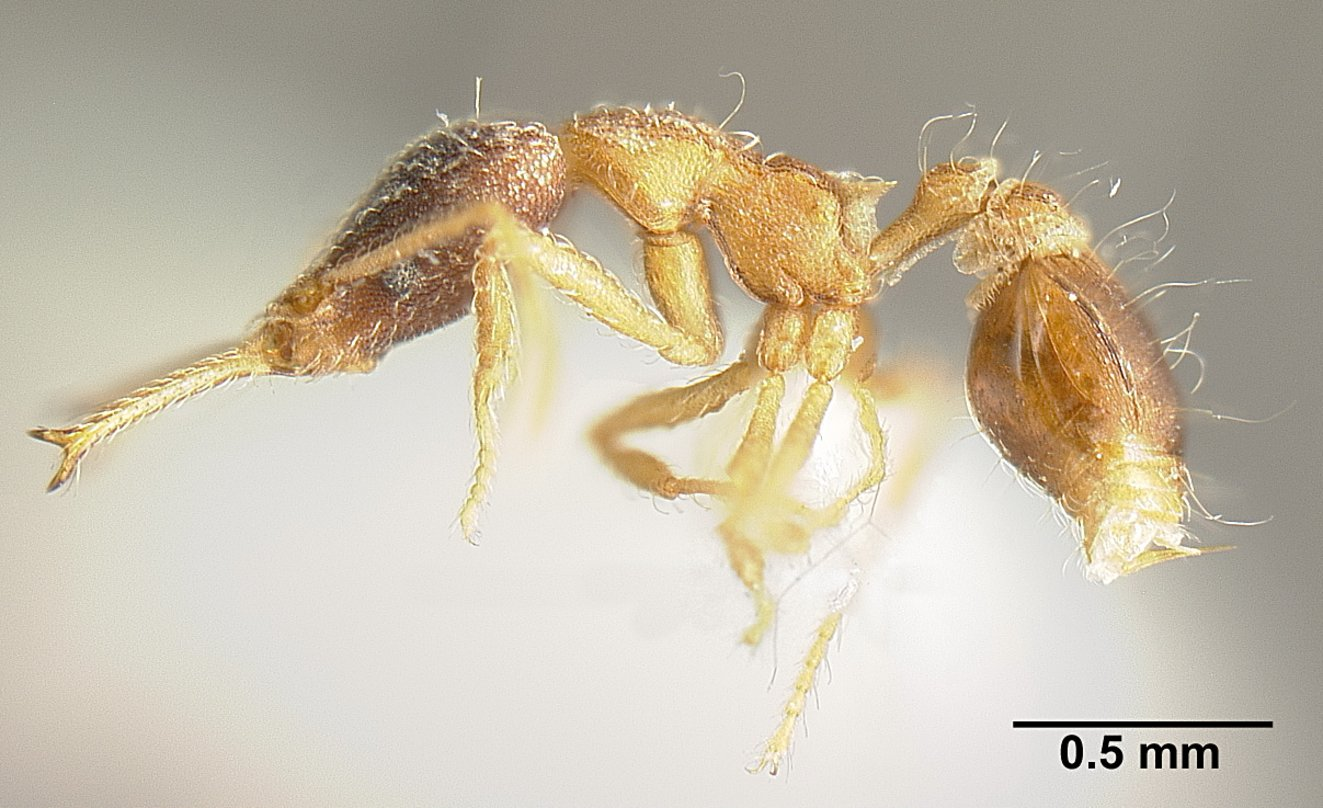